# Neochelonia bieti
Neochelonia bieti là một loài bướm đêm thuộc phân họ Arctiinae, họ Erebidae.